# Valvata jalpuchensis
Valvata jalpuchensis is een uitgestorven slakkensoort uit de familie van de Valvatidae. De wetenschappelijke naam van de soort werd voor het eerst geldig gepubliceerd in 2002 door Gozhik als Borysthenia jalpuchense.